# Leonid Romanov
Leonid Michajlovič Romanov (* 13. února 1947 Moskva, Sovětský svaz) je bývalý sovětský a ruský sportovní šermíř, který se specializoval na šerm fleretem. Sovětský svaz reprezentoval na přelomu šedesátých a sedmdesátých let. Jako sovětský reprezentant zastupoval moskevskou šermířskou školu, která spadala pod Ruskou SFSR. Na olympijských hrách startoval v roce 1972 v soutěži družstev. V roce 1970 obsadil druhé a v roce 1971 třetí místo na mistrovství světa v soutěži jednotlivců. Se sovětským družstvem fleretistů vybojoval na olympijských hrách 1972 stříbrnou olympijskou medaili a v roce 1969 a 1970 vybojoval s družstvem titul mistrů světa.